# Художник Якупов Фарид Харисович
Фарид Харисович Якупов — татарский живописец и график. Музыкант. Народный художник республики Татарстан (2011), Заслуженный деятель искусств РТ (2002).

## Биография
Якупов Фарид Харисович родился 28 апреля 1951 года в г. Казани. Он был воспитан в семье, целиком принадлежащей к миру изобразительного искусства. Его отец — Народный художник СССР Харис Абдрахманович Якупов, мать — Рушания Мустафовна Якупова, Народный художник РТ, её брат — художник-график Б. М. Альменов, Заслуженный деятель искусств Татарской АССР. Рано начал рисовать, уже в 19 лет участвовал на республиканской выставке художников ТАССР. В 1970 году с отличием окончил Казанское художественное училище. В 1976 году окончил Институт живописи, скульптуры и архитектуры им. И. Е. Репина в Ленинграде, где специализировался в мастерской монументальной живописи под руководством лауреата Ленинской премии профессора А. А. Мыльникова. Дипломная работа — роспись «Мир Тукая» в Музее Габдуллы Тукая в селе Кырлай (архитектор С.Айдаров).
По возвращении в Казань три года стажировался в творческой мастерской живописи Академии художеств СССР под руководством Х. А. Якупова. Отчётные картины — «Кызыл-туй (Встреча)» и «Забытый родник».
Член Союза художников СССР с 1980 года. Параллельно с творческой деятельностью работал в Татарском отделении Художественного фонда РСФСР, где выполнил ряд монументальных росписей и живописных произведений для обьектов в г. Казани и республике Татарстан. Участник выставок молодых художников в Академии художеств СССР, выставки «Молодость Страны», «Советская Россия», «40 лет Великой Победы», «Большая Волга» и многих других.
Много сотрудничал с печатными изданиями, ведь начинал он свою творческую деятельность молодым 16-летним юношей в журнале «Чаян», где публиковались его сатирические рисунки. Позднее печатался в детских журналах «Ялкын» и «Салават купере». В Татарском книжном издательстве были напечатаны оформленные им детские книжки « Айбулат» (автор Ж.Дарзаман), «Кем уяткан Ляйляне» (С.Сулейманова) и другие. А также иллюстрации к школьным учебникам разных лет.
С 1981 по 2012 год (с перерывами) преподавал предмет «Композиция» в Казанском художественном училище.
В 1995 году был утверждён в должности референта Творческой мастерской живописи Академии художеств России в городе Казани и проработал там до 2012 года.
В годы учёбы в Ленинграде серьёзно начал заниматься джазовой музыкой, освоив игру на саксофоне. Играл в джаз-оркестре НПО «Геофизика» под руководством выдающегося тромбониста Алексея Канунникова. Вернувшись после института в Казань, сначала играл в самодеятельных биг-бендах п/у А.Коваля и А.Василевского. А в 1991 году был приглашён Заслуженным артистом России Виктором Эдуардовичем Дерингом в руководимый им Государственный оркестр кинематографии Республики Татарстан, в котором проработал музыкантом почти 10 лет.

## Творчество
Несмотря на то, что в годы обучения в Ленинграде Ф. Х. Якупов получил диплом художника-монументалиста, в дальнейшем основной сферой его творческой работы становится станковая живопись. А героями его тематических полотен — жители села. Видимо сказались частые поездки в детстве вместе с отцом в деревню для сбора этюдного материала. Однако художника больше интересует не колхозный труд, а основные аспекты человеческого бытия — любовь, семья, старость, детство . Он считает, что именно в деревне они ярче и изобразительнее проявляются («Тёплый ветер», «Ахмат-абый и его деревня», «Забытый родник», «Кызыл-туй.(Встреча)», «Материнское лето», «Праздник Первой Борозды», «Бабье лето» и др.). И ещё художника привлекают образы представителей творческой интеллигенции, в основном его друзей («Флейтист А.Артемьев», «Актёр Фатин Фаткуллин», «Вечернее музицирование», «Художник Геннадий Ветлугин», «Артист Равиль Шарафеев»). В 2000-х годах художник начинает писать цикл небольших картин под общим названием «Деревенские байки», над которым работает до сих пор («Атлант», «Деревенский кентавр», «Живущий на дереве», «Реквием», «Эта прекрасная музыка», «Колдунья», «Рахим итегез! (Добро пожаловать!)», «Птица счастья», «Очкалак (Летун)», «Дорога» и др.).

## Награды
— Почётное звание «Заслуженный деятель искусств Республики Татарстан» (2002) — за значительный вклад в области культуры и искусства.
— Почётное звание «Народный художник Республики Татарстан» (2011) — за большой вклад в развитие изобразительного искусства и многолетнюю творческую деятельность.
— Золотая медаль «Традиции. Духовность. Мастерство.» — за большие успехи в творчестве, активную выставочную деятельность и сохранение художественных традиций.